# Pselaphostena fulvosignata
Pselaphostena fulvosignata es una especie de coleóptero de la familia Mordellidae.

## Distribución geográfica
Habita en África.